# Renovatio
Renovatio (latino, Rinnovamento) fu una storica rivista di teologia e cultura religiosa di orientamento tradizionale, fondata a Genova dal cardinale Giuseppe Siri nel 1966.

## Storia
Nel gennaio 1965, durante gli ultimi mesi del Concilio Vaticano II, alcuni teologi europei di orientamento progressista, fra i quali Yves Congar, Karl Rahner, Hans Küng ed Edward Schillebeeckx, fondarono la rivista Concilium, allo scopo di creare una collaborazione fra le nuove correnti teologiche scaturite dall'assise ecumenica. Tuttavia la pubblicazione, unica nel suo genere, secondo i teologi conservatori avrebbe rischiato di monopolizzare l'opinione pubblica ecclesiale se non fosse stata contraddetta da qualche iniziativa simile.
Il cardinale Giuseppe Siri, arcivescovo di Genova, concretizzò allora un'idea che l'arcivescovo di Palermo Ernesto Ruffini gli aveva suggerito nel dicembre 1965, proponendo la fondazione di un periodico che fungesse da contrappeso a Concilium e che avesse come scopo «la diffusione e la difesa della Verità contro ogni insidia e ogni tentativo di deformarla».
Siri parlò del progetto, che avrebbe preso il nome di Renovatio, a papa Paolo VI nell'aprile 1966. Il pontefice, tuttavia, si mostrò scettico, manifestando il timore che la nuova rivista diventasse un mero contraltare di Concilium, o che qualcuno potesse considerarla tale. Siri, però, insistette fino a superare le resistenze del papa, e la pubblicazione del nuovo periodico iniziò nell'ottobre dello stesso anno. La rivista, alle cui spese provvedeva personalmente l'arcivescovo di Genova, uscì con cadenza trimestrale, e, inizialmente, la sua direzione venne affidata a don Luigi Rossi, un sacerdote che aveva fatto parte del gruppo di teologi chiamati a collaborare con i vescovi italiani durante il Concilio. Dal 1969 al 1978 Renovatio fu diretta da don Gianni Baget Bozzo, per poi passare a don Alberto Boldorini.
La pubblicazione, che si segnalò subito per gli editoriali non firmati, ma chiaramente attribuibili a Siri, divenne ben presto punto di riferimento per i cattolici di orientamento tradizionale.  Fra i vari articoli, i collaboratori della rivista curarono una rubrica che metteva in evidenza le ispirazioni paleo-gnostiche nei testi di filosofi quali Hegel e Schelling, così come di noti letterati e pensatori contemporanei. Dalle posizioni di Renovatio, successivamente, si sviluppò il concetto di ermeneutica della continuità, ossia la necessità di interpretare il Concilio Vaticano II non come rottura con la Chiesa precedente, ma come avvenimento in continuità con il magistero e con la tradizione.
Renovatio, spedita regolarmente a trecento vescovi italiani e stampata in 1 500 copie, cessò di essere pubblicata nel 1993, ufficialmente per mancanza di fondi da parte della curia di Genova. Secondo Baget Bozzo, invece, la rivista «era talmente connessa alla figura del cardinale Siri» che la morte di quest'ultimo, avvenuta nel 1989, avrebbe contribuito in maniera determinante alla fine della pubblicazione. Secondo Piero Vassallo, per decenni collaboratore di Renovatio, con la morte di Siri e l'episcopato del suo successore, Giovanni Canestri, la curia di Genova avrebbe ritenuto  «superata la funzione della rivista, così da decretarne l'estinzione».